# Tyrannochromis macrostoma
Tyrannochromis macrostoma är en fiskart som först beskrevs av Regan 1922.  Tyrannochromis macrostoma ingår i släktet Tyrannochromis och familjen Cichlidae. IUCN kategoriserar arten globalt som livskraftig. Inga underarter finns listade i Catalogue of Life.